# セルヒオ・マルティネス・バジェステロス
セルヒオ・マルティネス・バジェステロス（Sergio Martínez Ballesteros、1975年9月4日 - ）は、スペイン・バレンシア州出身の元サッカー選手。リーガ・エスパニョーラのレバンテUDなどで活躍した。ポジションはディフェンダー（センターバック）。

## 経歴
レバンテUDからカナリア諸島のCDテネリフェにレンタル移籍し、1996年1月3日、ラシン・サンタンデール戦で1部デビューする。1996-97シーズンに完全移籍を果たし、1998-99シーズンにはセグンダ・ディビシオンに降格したが、1999-00シーズンもチームに残った。テネリフェでは4シーズンで102試合に出場した。2000-01シーズンにラーヨ・バジェカーノに移籍し、2001-02シーズンにはビジャレアルCFに移籍した。2004-05シーズンから4シーズン在籍したRCDマヨルカでは、エクトル・クーペル監督時代は起用法の対立から戦力外扱いされていたこともあるが、100試合以上に出場した。2008年夏、13シーズンぶりにレバンテに戻った。2008-09シーズンはチームトップの36試合に出場した。
スペイン代表経験はないが、バレンシア州選抜としてプレーしたことがある。

## エピソード
カバーリングの巧みさや激しいが正確なタックルなど、センターバックとしての能力には申し分ない。しかし、時として気合が空回りすることがあり、しばしばレッドカードを貰っている。
- 2005年9月のFCバルセロナ戦で、退場になった際にカルレス・プジョルに平手打ちを見舞う。被害者のプジョルはその後もにっこりと笑って対応した。
- 2005年10月のレアル・マドリード戦で、デビッド・ベッカムに平手打ちを見舞って退場。その後ベッカムが蹴ったフリーキックはジュリオ・バチスタの駄目押しの4点目に繋がった。
- 2008年4月、紅白戦中にバジェステロスの膝が同僚のフェルナンド・バレラの腹部を直撃し、怒ったバレラに投げ倒される。その後も一触即発の雰囲気が続く。
- 2004-05シーズンに10枚のイエローカードを貰ったほか、2001-02シーズンには18試合で9枚のイエローカードを貰っている。

## 所属クラブ
- 1995  レバンテUD

1996 → CDテネリフェ (loan)
- 1996-2000  CDテネリフェ
- 2000-2001  ラーヨ・バジェカーノ
- 2001-2004  ビジャレアルCF
- 2004-2008  RCDマヨルカ
- 2008-2013  レバンテUD